# Anastasia Michailowna Romanowa

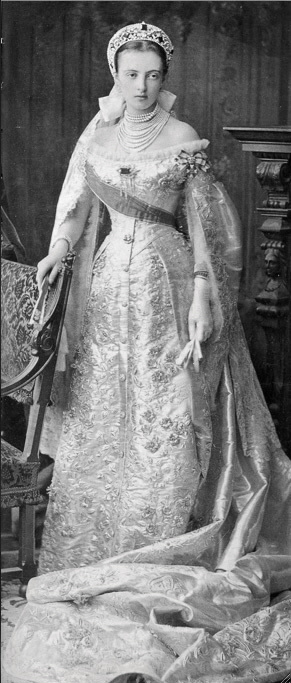
Großfürstin Anastasia Michailowna Romanowa, spätere Großherzogin zu Mecklenburg-Schwerin, 1878

Anastasia Michailowna Romanowa (russisch Анастасия Михайловна; * 16. Julijul. / 28. Juli 1860greg. in Peterhof, Russisches Kaiserreich; † 11. März 1922 in Èze, Frankreich) war ein Mitglied des Hauses Romanow-Holstein-Gottorp und durch Heirat Großherzogin von Mecklenburg.

## Leben
Anastasia war die einzige Tochter von Großfürst Michael Nikolajewitsch Romanow (1832–1909) und seiner Ehefrau Prinzessin Cäcilie von Baden (1839–1891), diese wiederum war eine Tochter von Großherzog Leopold I. von Baden und dessen Gattin Prinzessin Sophie Wilhelmine von Holstein-Gottorp und Schweden. 1862 wurde ihr Vater zum Vizekönig des Kaukasus und Georgiens ernannt. Anastasia wuchs zusammen mit ihren sechs Brüdern in Tiflis und Sankt Petersburg auf. Innerhalb der Familie nannte man sie „Stassie“ und sie war der Liebling ihres Vaters. Zu ihrem älteren Bruder, Nikolai Michailowitsch Romanow, hatte sie ein besonderes Verhältnis, beide teilten ein künstlerisches Interesse.

Großfürstin Anastasia und Erbprinz Friedrich Franz von Mecklenburg-Schwerin, 1878

Anfang 1878 arrangierten ihre Mutter und die Großfürstin Maria Pawlowna (1854–1920), Ehefrau von Wladimir Alexandrowitsch Romanow (1847–1909), die Heirat zwischen Anastasia und Marias älterem Bruder, Erbgroßherzog Friedrich Franz III. von Mecklenburg, dem Sohn des Großherzogs Friedrich Franz II. und dessen ersten Gattin Auguste Reuß zu Schleiz-Köstritz. Sowohl Anastasias als auch Friedrich Franz’ Großmütter, Alexandrine und Charlotte, waren Töchter des preußischen Königs Friedrich Wilhelm III. und dessen ersten Frau Luise von Mecklenburg-Strelitz. Im Frühling 1878 hielt Friedrich Franz in Tiflis um die Hand von Anastasia bei deren Eltern an. Die Verlobung wurde am 4. Mai bekannt gegeben und im Oktober reiste sie mit ihrer Familie nach Sankt Petersburg, um sich auf die Hochzeit vorzubereiten. Die Hochzeit fand am 24. Januar 1879 im Winterpalast nach russisch-orthodoxem und protestantischem Ritus statt.
Am 8. Februar 1879 kamen Anastasia und Friedrich Franz in Schwerin an und das junge Paar richtete sich im Marienpalais ein. Die altmodische und kühle Atmosphäre am Schweriner Hof führte dazu, dass sie eine Abneigung gegen die neue Heimat entwickelte. Da ihr Gatte unter starken gesundheitlichen Problemen litt (er war schwer asthma- und herzkrank), unternahmen sie oft Reisen in milderes Klima und hielten sich längere Zeit in Italien auf. Auf einer dieser Reisen erreichte sie in Palermo die Nachricht vom Tod des mecklenburgischen Großherzogs. Dieser war am 15. April 1883 gestorben und die Rückreise nach Schwerin zur Thronbesteigung ihres Mannes wurde notwendig. Jedoch zwang der Gesundheitszustand des neuen Großherzogs sie bald, erneut in milderes Klima zu reisen. Ein Kompromiss wurde erreicht, indem das Großherzogspaar fünf Monate in Schwerin weilte und die anderen Monate des Jahres ihren Aufenthalt nach Belieben wählen konnte. Zwischen 1887 und 1895 lebten sie von November bis Mai in Cannes. Anastasias noch vorhandenen Briefe offenbaren eine warme, liebevolle Person, die sich des Lebens erfreute. Trotz ihrer Extravaganzen verlor sie nie die Zuneigung ihres Mannes. Friedrich Franz’ Homosexualität war ein offenes Geheimnis.

### Skandal am Hofe

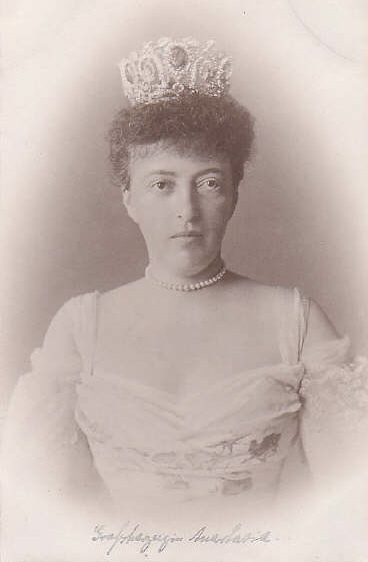
Anastasia Michailowna Romanowa, Großherzogin von Mecklenburg, um 1890

Im Laufe der Jahre wurde die Gesundheit ihres Mannes immer schlechter, aber sein plötzlicher Tod während eines Aufenthaltes in Cannes wurde zu einem Skandal. In den frühen Morgenstunden des 10. April 1897 wurde Großherzog Friedrich Franz von einem Kutscher bewusstlos unter einer Balkonbrüstung auf der Straße gefunden. Offensichtlich handelte es sich um einen Selbstmordversuch. Er wurde zurück in die Villa gebracht, wo er an den Folgen des Sturzes starb. Die Nacht zuvor hatte Anastasia eine Soirée gegeben, an der ihr Mann wegen seines schlechten Gesundheitszustandes nicht teilnehmen konnte. Da Anastasia in Schwerin sehr unbeliebt war, brachte man sie mit dem Tod ihres Mannes im französischen Cannes in Zusammenhang. Der Tod des Großherzogs wurde als Unfall attestiert, auch wenn es ein Suizid war. Großherzogin Anastasia erbte dessen Privatvermögen und die Villa in Cannes, ihr Schwager, Herzog Johann Albrecht zu Mecklenburg übernahm die Regentschaft für ihren unmündigen Sohn Friedrich Franz IV. Nach dem Tod ihres Mannes war sie nur noch selten in Schwerin, sie zog es vor, an der Côte d’Azur, in Sankt Petersburg, Paris oder in London zu leben.
Wenig später wurde ihr privater Sekretär, Wladimir Alexandrowitsch Paltow (1874–1944), ihr Geliebter. Im Jahr 1902 wurde sie von ihm schwanger. Zuerst gab sie vor, an einer Geschwulst im Bauchraum, kurz vor der Niederkunft, an Windpocken zu leiden, und dadurch unter Quarantäne gestellt werden zu müssen. Ihr unehelicher Sohn, Alexis Louis von Wenden, wurde am 23. Dezember 1902 in Nizza geboren. Dieser studierte später in einem Internat in der Normandie.

### Spätere Jahre

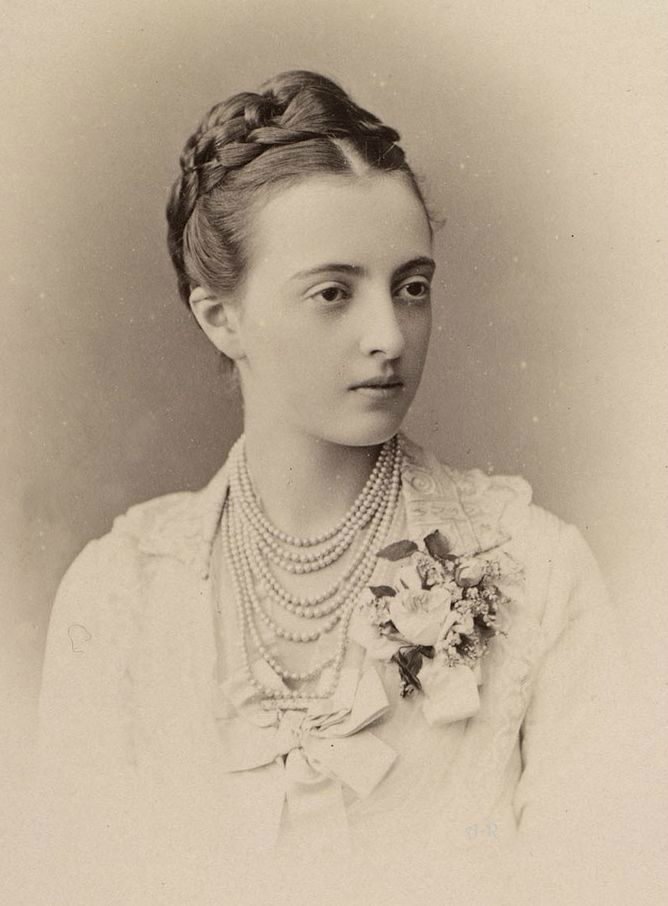
Großfürstin Anastasia Michailowna Romanowa, spätere Großherzogin zu Mecklenburg-Schwerin, 1878

Im Sommer 1914, kurz bevor der Erste Weltkrieg ausbrach, besuchte Großherzogin Anastasia ihren Bruder Großfürst Michail Michailowitsch Romanow und seine Familie in England. Während die meisten Menschen begierig den Ausbruch des Krieges nach dem österreichischen Ultimatum herbeisehnten, schrieb sie in einem Brief an ihren Cousin, den russischen Zaren Nikolaus II., „(…) ich hoffe, dass der Krieg nicht geschehen wird, und wir eines Tages uns alle wieder sehen.“ Der Konflikt versetzte sie in eine schreckliche Situation: Zwei ihrer Kinder ergriffen für Deutschland Partei, während ihre Brüder in Russland kämpften. Sie, durch Heirat eine deutsche Fürstin russischer Herkunft, konnte weder in Frankreich, noch in Schwerin leben. Deshalb entschied sie sich für die neutrale Schweiz und so verbrachte sie die Kriegsjahre im Savoy-Hotel in Lausanne. Ihre Villa in Cannes gab sie für ein Krankenhaus frei.
Während des Krieges erhoffte sie Nachrichten von ihrer Tochter Kronprinzessin Cecilie und ihrem Sohn Großherzog Friedrich Franz IV. durch ihre Tochter Königin Alexandrine von Dänemark zu erhalten. Die Bolschewiken töteten ihre Brüder Nikolai, Georgi und Sergei während der russischen Revolution. Der Sturz der deutschen Monarchie zum Kriegsende lief auf den Verlust der Krone ihres Sohnes und der ihrer Tochter hinaus.
Nach dem Ende des Krieges entschied sie sich, zusammen mit Jekaterina Michailowna Dolgorukaja nach Frankreich zurückzukehren. In der Villa Fantasia in Èze bei Nizza verbrachte sie ihre letzten Jahre. Am 11. März 1922 starb sie dort an einem Schlaganfall. Sie wurde neben ihrem Mann im Helenen-Paulownen-Mausoleum in Ludwigslust beigesetzt. Durch ihren Tod kamen ihre Kinder zum ersten Mal seit 1914 wieder zusammen.

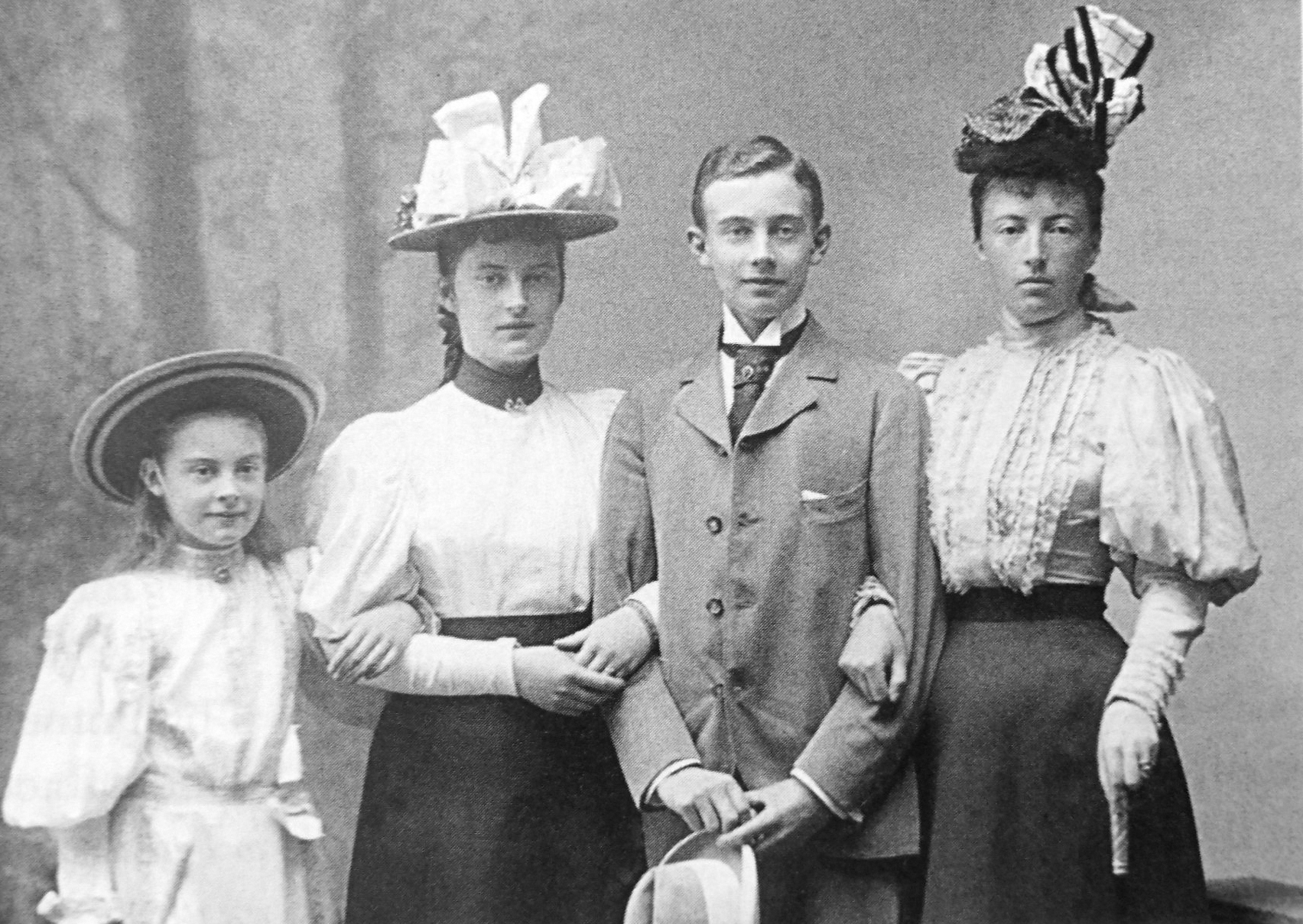
Großherzogin Anastasia mit ihren drei Kindern

## Nachkommen
Aus der Ehe mit Großherzog Friedrich Franz III. gingen drei Kinder hervor:
- Alexandrine (1879–1952) ⚭ 1898 König Christian X. von Dänemark (1870–1947)
- Friedrich Franz (1882–1945) ⚭ 1904 Prinzessin Alexandra von Hannover und Cumberland (1882–1963)
- Cecilie (1886–1954) ⚭ 1905 Kronprinz Wilhelm von Preußen (1882–1951)

Aus einer Verbindung mit ihrem persönlichen Sekretär Wladimir Alexandrowitsch Paltow (1874–1944) ging ein Sohn hervor:
- Alexis Louis von Wenden (1902–1976) ⚭ 1929 Paulette Seux (1908–1975)

Anastasias Urenkelin Margrethe war von 1972 bis 2024 die regierende Königin von Dänemark.

## Erwähnenswertes
- Großherzogin Anastasia von Mecklenburg-Schwerin war in Deutschland wegen ihrer französischen Zuneigung recht unpopulär. Kaiser Wilhelm II. erlaubte ihr nur zweimal am Berliner Hof zu sein, 1905 bei der Hochzeit ihrer jüngsten Tochter mit dem Kronprinzen und ein zweites Mal 1906 bei der Geburt deren ersten Sohnes, Wilhelm. Danach war sie unerwünscht.